# Allège (bateau)
Pour les articles homonymes, voir Allège.
Une allège est un type de navire de servitude portuaire ou fluviale.

## Description
Une allège est un grand chaland employé pour charger ou décharger une partie de la marchandise ou de l'armement d'un navire. Ceci pour amener la cargaison vers un quai ou réduire momentanément le tirant d'eau (pour remonter un fleuve pour une maintenance par exemple) ou pour charger et décharger un navire dans une zone de mouillage ou dans un port.
De forme variable, les allèges sont historiquement des voiliers à un ou deux mâts de 250 tonneaux maximum, puis ont évolué vers une propulsion au moteur.
Généralement à fond plat, par nécessité, elles n'ont qu'un faible tirant d'eau.

Sur le Rhône, à la fin du XVIIIe siècle, les allèges d'Arles sont «des barques plates dont on se sert à Arles pour faire les voyages de Marseille et Toulon. Elle est matée comme la tartane (un arbre de mestre ou grand mât et un mât de misaine, le trinquet), sa longueur est à peu près la même, ainsi que sa largeur et son creux (longueur environ 38 pieds, largeur 15, creux 9). Elle ne demande pas un plus fort équipage que la tartane (5 à 6 hommes) ».

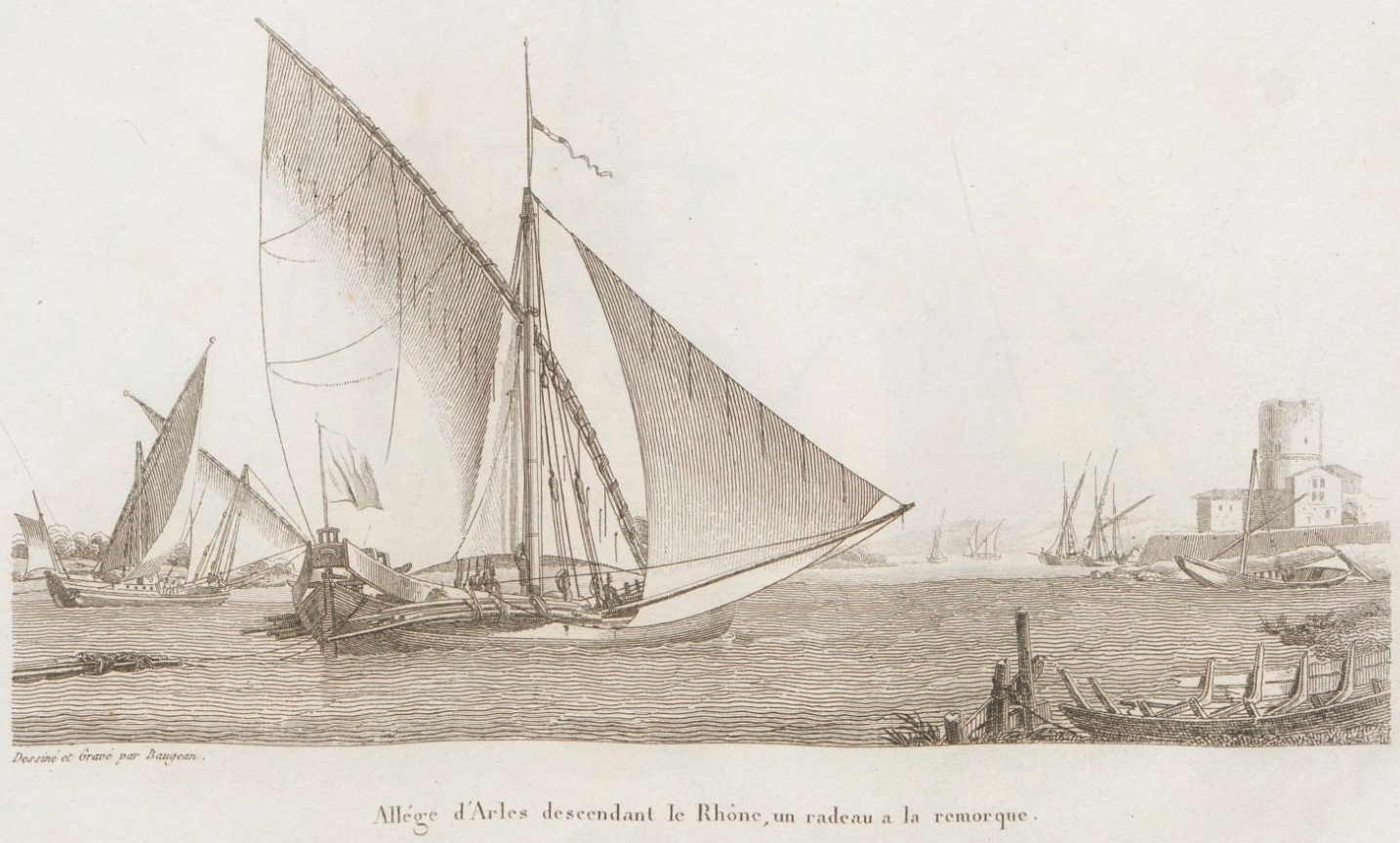
Une allège descendant le Rhône sous voile au début du XIXe siècle.
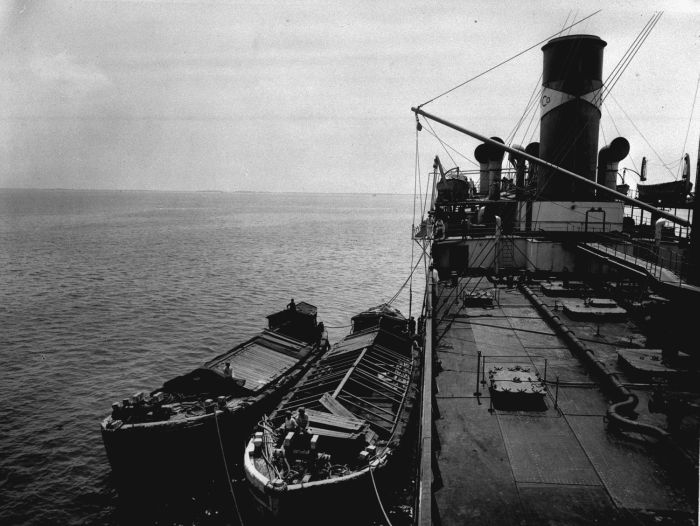
Une allège le long d'un cargo.